# Botschaft von Bangladesch in Berlin

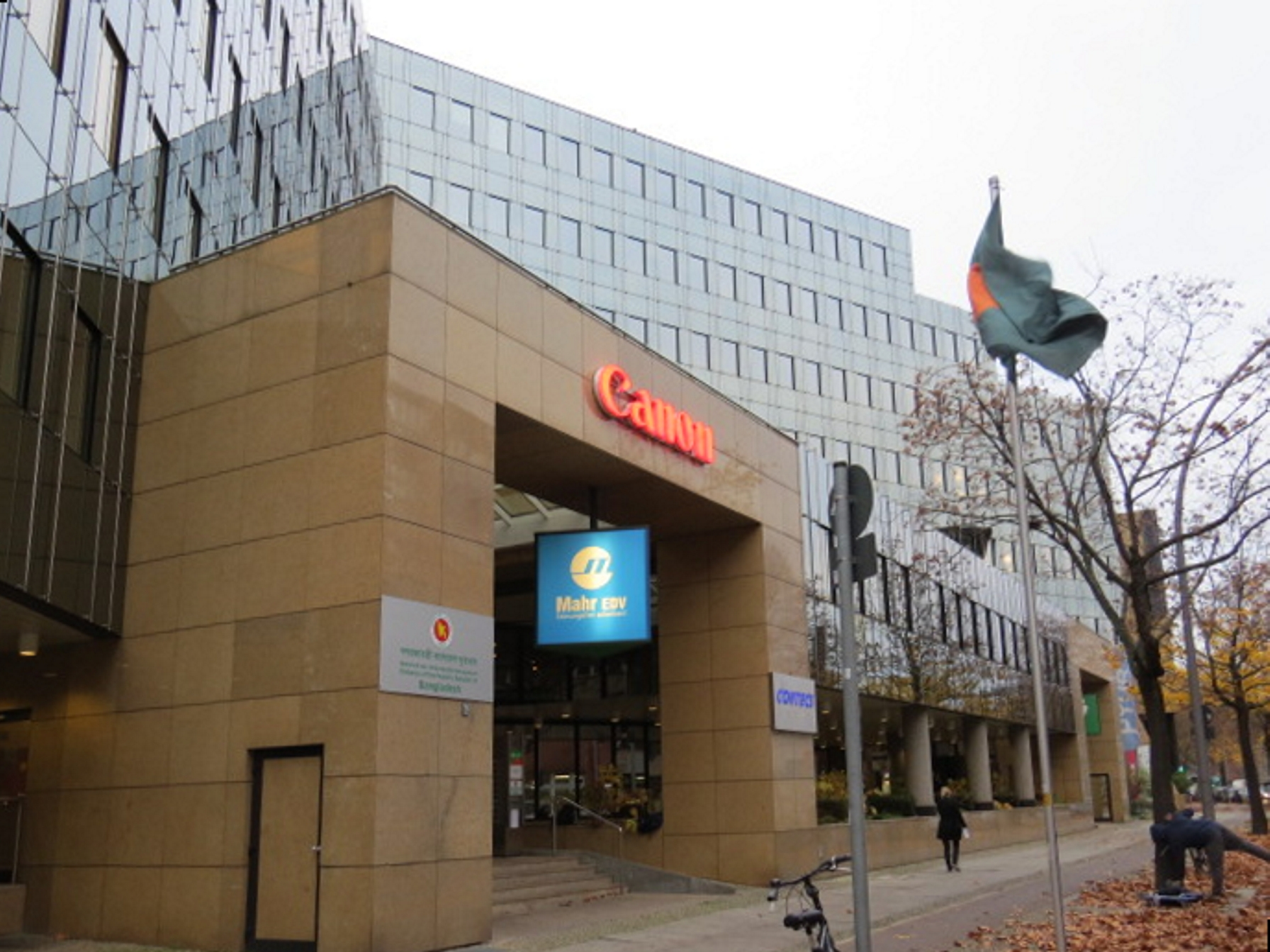
Bürokomplex Kaiserin-Augusta-Allee 108–111;
die Botschaft befindet sich in der dritten Etage

Die Botschaft von Bangladesch in Berlin ist die diplomatische Vertretung von Bangladesch in Deutschland. Sie hat ihren Sitz im Bezirk Mitte (Ortsteil Moabit) in der Kaiserin-Augusta-Allee 111.
Botschafter ist seit dem 24. März 2025 Muhammad Zulqar Nain.

## Geschichte

### Bundesrepublik
Am 4. Februar 1972 nahmen Bangladesch und die Bundesrepublik Deutschland diplomatische Beziehungen auf. Die Botschaft Bangladeschs hatte ihren Sitz in der Bonner Straße 48 in Bonn-Bad Godesberg.
Die Residenz des Botschafters befand sich in Königswinter in der denkmalgeschützten Villa Am Lessing 6.

### DDR
Bereits am 16. Januar 1972 nahmen die DDR und Bangladesch diplomatische Beziehungen auf. Die Botschaft in Ost-Berlin hatte ihren Sitz in der Clara-Zetkin-Straße 97 (seit 1995 wieder Dorotheenstraße) im Stadtbezirk Mitte. Im Gebäude an der Ecke Wilhelmstraße befanden sich ebenfalls die Botschaften von Guinea-Bissau, der Volksrepublik Kongo, von Mosambik, Somalia, Spanien und Uruguay.

### Im vereinigten Deutschland
Nach der deutschen Wiedervereinigung und dem Umzug der Bundesregierung nach Berlin suchten die Diplomaten aus Bangladesch einen neuen Sitz in der Bundeshauptstadt. In dem zehngeschossigen Geschäfts- und Gewerbezentrum Spreetower in der Dovestraße 1 in Charlottenburg mieteten sie die komplette fünfte Etage und zogen am 1. November 1999 ein. Dort verblieb die Botschaft bis ca. 2016, als das 1972 errichtete Gebäude abgerissen wurde.
Danach wechselte die Botschaft in die Kaiserin-Augusta-Allee 111 in Moabit. Das 1995 entstandene Bürogebäude liegt unmittelbar an der Spree. Hier mietete die Botschaft wieder eine Etage für ihre Zwecke. Ein Neubau für die Botschaft, geplant von Peter Ruge Architekten, soll an der Tiergartenstraße neben dem Canisius-Kolleg entstehen.
Der Botschafter ist gleichzeitig in Tschechien und im Kosovo akkreditiert. Zuvor wurden auch die diplomatischen Vertretungen für Rumänien und für die Slowakei wahrgenommen. Der Botschaft in Berlin sind Honorargeneralkonsulate in Hamburg (Am Kiekeberg 18a) und München (Residenzstraße 18) sowie Honorarkonsulate in Bremen (Am Weser-Terminal 8), Frankfurt am Main (Schnappbornweg 75), Grefrath (Nordstraße 47) und Potsdam (Eisenhartstraße 2) untergeordnet.

## Aufgaben
Die wichtigsten Aufgaben sind:
- Wahrnehmung der Kontakte mit in Deutschland Lebenden und Arbeitenden aus Bangladesch
- Ausstellung von Pässen, Erteilung von Visa, Attestierungen von Urkunden
- Unterstützung von Touristen
- Schaffung und Aufrechterhaltung von Verbindungen mit deutschen Einrichtungen auf wirtschaftlichem, wissenschaftlichem, kulturellem, medizinischem und sportlichem Gebiet